# 弗賴本托斯
弗賴本托斯（西班牙語：Fray Bentos），或译为弗莱本托斯，是烏拉圭的城市，也是內格羅河省的省会，位於該國西部烏拉圭河東岸，距離首都蒙特維多309公里，毗鄰與阿根廷接壤的邊境，始建於1859年4月16日，海拔高度23米，2004年人口23,122。
2015年，弗赖本托斯的文化工业景观入选世界遗产名录文化遗产。

## 外部連結
- Botnia Pulp Products （页面存档备份，存于）
- Weather Forecast Fray Bentos （页面存档备份，存于）
- INE map of Fray Bentos （页面存档备份，存于）